# When Aliens Attack
 When Aliens Attack  (рус. Когда пришельцы атакуют) — двенадцатый эпизод первого сезона мультсериала «Футурама». Его североамериканская премьера состоялась 7 ноября 1999 года.

## Содержание
XX век. Фрай доставляет пиццу в один из филиалов телеканала Fox. Решив посмотреть шоу «Незамужняя женщина-адвокат», он случайно проливает пиво на пульт и прерывает трансляцию. Через тысячу лет (именно столько времени шел радиосигнал с фильмом до планеты) правитель Омикрон Персея 8 Лррр и его жена Нднд будут очень рассержены, когда трансляция внезапно оборвётся.
Тем временем, в XXXI веке, команда «Межпланетного экспресса» решила провести выходной на Монументальном пляже Нового Нью-Йорка, месте, где собраны лучшие достопримечательности со всего мира. Появившиеся внезапно инопланетяне разрушают пляж, и Лррр, обращаясь к землянам, требует МакНила (земляне думают, что речь идёт о президенте Земли — МакНиле). Зепп Бранниган руководит оборонительными действиями землян, но его армии удаётся уничтожить лишь телескоп Хаббла.
Бранниган выдает инопланетянам президента, но им нужен другой, вернее, другая МакНил — героиня сериала «Незамужняя женщина-адвокат» (несмотря на это, президент МакНил все равно оказывается уничтожен Лррром). Фрай первым понимает это, потому что в XX веке он целыми днями только и делал, что смотрел телевизор. Записи сериала к 3000 году не сохранились, поэтому героям приходится срочно переснимать его заново, в стиле «home video» с Лилой в роли МакНил. Инопланетяне, удовлетворенные финалом сериала, улетают с Земли, заметив, правда, что серия была на тройку с плюсом, поэтому планету они не уничтожат, но и секрета бессмертия землянам не видать.

## Персонажи
Список новых или периодически появляющихся персонажей сериала
- Дебют: Профессиональный пляжный задира
- Дебют: Джени МакНил
- Киф Крокер
- Линда
- Дебют: Лррр
- Дебют: Нднд
- Зубастик
- Зепп Бранниган

## Интересные факты